# Unter deinen Schutz und Schirm

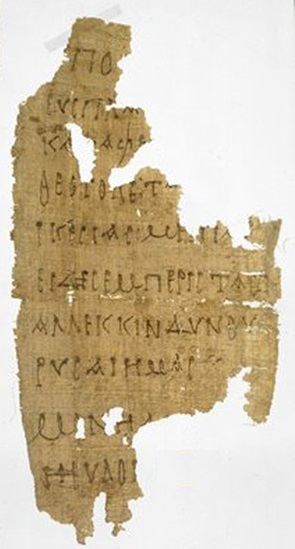
Griechisches Papyrusfragment aus dem 3. Jahrhundert mit dem ältesten Zeugnis des Sub tuum praesidium

Unter deinen Schutz und Schirm (lateinisch Sub tuum praesidium) ist eines der ältesten Mariengebete und eine marianische Antiphon.

## Geschichte
Es finden sich Belege schon aus dem dritten Jahrhundert in einem griechischen Papyrusfragment. Daher sei es, Papst Paul VI. zufolge, „wegen seines Alters verehrungswürdig und seinem Inhalt nach großartig“. Auffallend ist insbesondere die Verwendung des seit Origenes nachweisbaren Begriffs der Gottesgebärerin (griechisch Θεοτόκος Theotókos). Es zeigt, dass dieser Glaubensinhalt bereits der frühen Kirche vertraut war (vergleiche Gregor von Nazianz, Oratio 24,10 Migne PG 35, 1180). Zum ersten mariologischen Dogma wurde die Aussage erst auf dem Konzil von Ephesus (431 n. Chr.) erhoben.

## Text
lateinisch:

Sub tuum præsidium confugimus,
 Sancta Dei Genetrix.
 Nostras deprecationes ne despicias in necessitatibus (nostris),
 sed a periculis cunctis libera nos semper,
 Virgo gloriosa et benedicta.
 (Domina nostra, mediatrix nostra, advocata nostra,
 tuo filio nos reconcilia,
 tuo filio nos commenda,
 tuo filio nos repræsenta.)
 Amen.
deutsch:

Unter deinen Schutz und Schirm fliehen wir,

o heilige Gottesgebärerin.

Verschmähe nicht unser Gebet in unsern Nöten,

sondern erlöse uns jederzeit von allen Gefahren,

o du glorreiche und gebenedeite Jungfrau.

(Unsere Frau, unsere Mittlerin, unsere Fürsprecherin.

Versöhne uns mit deinem Sohne,

empfiehl uns deinem Sohne,

stelle uns vor deinem Sohne.)

Amen.
Die Textteile in Klammern sind spätere Ergänzungen.

## Vertonungen
Das Gebet wurde in der klassischen abendländischen Musik häufig vertont. Allein Jan Dismas Zelenka schuf zehn Vertonungen (ZWV 157). Die Autorschaft des Wolfgang Amadeus Mozart zugeschriebenen Offertoriums Sub tuum praesidium KV 198 (158b; Anh. C 3.08) war lange umstritten und wurde erst 1962 durch den Fund einer Stimmenabschrift erhärtet.